# Enallcochylis enochra
Enallcochylis enochra är en fjärilsart som beskrevs av Józef Razowski och Becker 1986. Enallcochylis enochra ingår i släktet Enallcochylis och familjen vecklare. Inga underarter finns listade i Catalogue of Life.